# Savage Messiah (groupe)
Pour les articles homonymes, voir Savage Messiah.
Savage Messiah est un groupe britannique de thrash metal, originaire de Londres.

## Histoire
Le groupe est formé début 2007 par le chanteur et guitariste Dave Silver, après la séparation de son précédent groupe Headless Cross. En octobre de la même année, il sort son premier album, Spitting Venom, sur son propre label SMR Productions, produit par Andy Faulkner (Bolt Thrower, Siam). Presque tous les instruments et le chant sont enregistrés par Silver lui-même. Le guitariste James Tyler, le bassiste Chris O'Toole et le batteur Pete Hunt (ex-Marshall Law ou Razor of Occam) se joignent à la formation en live. Candlelight Records remarque alors le groupe et le signe début 2009.
Jusqu'alors, le line-up autour de Silver avait complètement changé. Comme Tyler ne voulait pas se rendre à un concert à Glasgow et qu'il a annoncé cette décision aux autres membres à une heure du matin, le jour du concert, il n'était plus dans le groupe. O'Toole quitte le groupe pour s'installer aux États-Unis et Hunt quitte lui aussi le groupe. Le groupe se compose alors, outre Silver, du guitariste Sy Taplin, du bassiste Sasha Cron et du batteur Ernie Nogara. Le groupe se rend ensuite en studio avec le producteur Chris Tsangarides, qui a déjà travaillé pour des groupes comme Judas Priest, Black Sabbath et Biomechanical, pour enregistrer l'album Insurrection Rising, sorti fin 2009. En 2010, le groupe effectue une tournée européenne avec Overkill et joue en Grande-Bretagne avec Evile. Il joue également avec Death Angel, Queensrÿche, Skeletonwitch, Sylosis et Onslaught et se produit au Bloodstock Open Air, au Hammerfest, au Devilstone Open Air et au Hellfire Festival. Le groupe joue également avec Overkill, Suicidal Angels et Cripper à Brunswick, entre autres.
En outre, le groupe rejoint Earache Records, qui publie l'album Plague of Conscience en 2012. L'album est produit par Scott Atkins. Sur l'album participe outre Silver, Stefano Selvatico comme nouveau bassiste, Mauricio Chamucero comme nouveau batteur et Joff Baile comme nouveau guitariste. En septembre 2012, le groupe tourne un clip vidéo pour la chanson All Seeing I. En été 2013, le groupe commence à enregistrer son prochain album. À l'époque, le groupe était composé, outre Silver, du guitariste Joff Bailey, du bassiste Stefano Selvatico et du batteur Andrea Gorio. Le troisième album studio, The Fateful Dark, sort en mars 2014. Début 2015, le groupe accompagne Amon Amarth lors de leur tournée européenne. Un an plus tard, le groupe joue au Download Festival et au ProgPower USA.
En août 2017, Savage Messiah est signé par le label allemand Century Media Records. Une fois de plus, des changements de formation ont lieu au sein du groupe. Le guitariste Joff Bailey et le bassiste Stefano Selvatico quittent le groupe et sont remplacés respectivement par Sam S. Junior et Mira Slama. Le quatrième album studio, Hands of Fate, sort le 27 octobre 2017, et est produit par Scott Atkins. Il est suivi par l'album Demons le 17 mai 2019.

## Style musical
Selon laut.de, Insurrection Rising ressemble fortement à des groupes comme Testament et Megadeth, avec un chant qui rappelle Dave Mustaine. Marc Halupczok de Metal Hammer déclare dans sa critique sur Insurrection Rising que le groupe était, avec Evile, « le deuxième espoir anglais en matière de thrash. » Les riffs de guitare rappellent parfois Exodus, mais la musique est plus accrocheuse et ressemble à un mélange des premiers Annihilator, Testament, Megadeth et Artillery. Le chant de Silver atteindrait parfois des « hauteurs vertigineuses ». Des chansons comme The Serpent Tongue of Divinity, Vigil of the Navigator ou Silent Empire, sont un mélange de heavy metal et de thrash metal. Selon Halupczok, sur Plague of Conscience, le groupe réduit un peu les influences thrash metal et mise un peu plus sur le heavy metal traditionnel. La musique se rapproche le plus des sorties actuelles de Megadeth, mais le chant de Silver est plus clair.

## Discographie

### Albums studio
- 2009 : Insurrection Rising (Candlelight Records)
- 2012 : Plague of Conscience (Earache Records)
- 2014 : The Fateful Dark (Earache Records)
- 2017 : Hands of Fate (Century Media Records)
- 2019 : Demons (Savage Messiah Ltd.)

### EP
- 2007 : Spitting Venom (SMR Productions)